# 2019年の中華人民共和国
2019年の中華人民共和国 （2019ねんのちゅうかじんみんきょうわこく）では、2019年の中華人民共和国に関する出来事について記述する。

## 最高指導者等
- 中国共産党中央委員会総書記（最高指導者）※2018年より習近平核心体制（英語版、中国語版）
  - 第5代: 習近平 （2012年11月15日 - ）
- 国家主席
  - 第7代: 習近平 （2013年3月14日 - ）
- 国務院総理
  - 第7代: 李克強 （2013年3月15日 - ）
- 全人代常務委員会委員長
  - 第10代: 栗戦書 （2018年3月17日 - ）
- 全国政治協商会議主席
  - 第9代: 汪洋 （2018年3月14日 - ）
- 国家監察委員会主任
  - 第1代: 楊暁渡 （2018年3月18日 - ）

## できごと

### 通年
- 米中貿易戦争
- 2019年-2020年香港民主化デモ

### 1月
- 1月1日 - 中国国家主席・党総書記の習近平とアメリカ合衆国大統領のドナルド・トランプが、国交樹立40周年の祝辞を送りあった[1]。
- 1月8日 - 北京の小学校で男がハンマーを振り回し、児童20人が負傷[2]。
- 1月12日 - 陝西省の炭鉱で落盤事故があり、21人が死亡[3]。

### 3月
- 3月21日 - 江蘇省塩城市の化学工場で爆発が発生し、約640人が病院に搬送され、後に78人の死亡が判明[4]。
- 3月22日
  - 湖北省襄陽市棗陽市で車の暴走事件が発生し、6人が死亡、8人が負傷、犯人は警察に射殺された[5]。
  - 湖南省常徳市で走行中の観光バスから出火して全燃、26人が死亡、28人が負傷[6]。

### 4月
- 4月29日～10月7日 - 北京世界園芸博覧会が開催された。

### 5月
- 5月16日 - 上海市の建設現場で倒壊し、25人が生き埋めとなり、少なくとも10人が死亡[7]。
- 5月20日 - アメリカのGoogleがファーウェイとの取引停止[8]。

### 6月
- 6月17日 - 四川省でマグニチュード5.8の地震が発生し、13人が死亡、200人以上が負傷

### 7月
- 7月20日 - 香港の俳優、サイモン・ヤムは広東省中山市でのイベント参加中に暴漢に襲われ、刃物で腹部を刺された。ヤムはのちに病院に搬送され、命に別状がなかったと見られる[9]。
- 7月31日 - 中国が台湾への個人旅行を当面禁止とすることを発表[10]。

### 8月
- 8月31日～9月15日 - 2019年FIBAバスケットボール・ワールドカップで開催国として出場し、中国代表はグループリーグで敗退、優勝はスペイン

### 9月
- 9月2日 - 湖北省恩施市の小学校で男が刃物で襲い、児童8人が死亡[11]。
- 9月10日 - アリババグループのジャック・マー会長が退任（後任はダニエル・チャン（英語版））[12]。
- 9月19日 - ファーウェイは同年5月にGoogleから取引停止されたことに伴い、この日Google関連のアプリ非搭載のスマートフォンを発表[13]。

### 10月
- 10月1日 - 北京の天安門広場で建国70周年の国慶節を記念する式典が開催された[14]。
- 10月27日～11月3日 - 広東省深圳市で女子テニスのWTAファイナルズ開催

### 11月
- 11月19日
  - 山西省晋中市平遥県の炭鉱で爆発事故が発生し、15人が死亡[15]。
  - 香港理工大学で400人が逮捕[16]。
- 11月24日 - 2019年香港区議会議員選挙で民主党、公民党、香港民主民生協進会、新民主同盟と他の民主派地域組織に属し、または無所属などの民主派候補が85%以上の議席を獲得し、圧勝を収めた一方、民主建港協進連盟、香港工会連合会、香港経済民生連盟、自由党、新民党等の親中派政党に属し、または無所属などの親中派候補が惨敗し、多数の議席を失った[17]。
- 11月26日 - アリババグループが香港証券取引所に上場[18]。

### 12月
- 12月11日～15日 - 広東省広州市でバドミントンのBWFワールドツアーファイナルズが開催され、女子シングルスで陳雨菲（チェン・ユーフェイ）が優勝、女子ダブルスと混合ダブルスでも中国選手が優勝。
- 12月12日～15日 - 河南省鄭州市で卓球のITTFワールドツアーグランドファイナルが開催され、男子シングルスで樊振東（ファン・ジェンドン）、女子シングルスで陳夢（チェン・ムン）がそれぞれ優勝、男子ダブルスと混合ダブルスでも中国選手が優勝。
- 12月以降 - 新型コロナウイルス感染症の流行 (2019年-)

## 周年
- 1月1日 - アメリカ合衆国との国交樹立から40年[19]。
- 10月1日 - 中華人民共和国の成立（毛沢東による建国宣言）から70周年[14]。

## 誕生
※2019年の生誕などを参考に中華人民共和国の人物について記入してください。

## 死去
※2019年の訃報などを参考に中華人民共和国の人物について記入してください。